# Tausendjährige Linde
Tausendjährige Linde ist eine Bezeichnung für eine sehr alte Linde, die tatsächlich oder geschätzt ein Alter von rund 1000 Jahren hat.

## Liste der sogenanntenTausendjährigen Lindenin Europa

### Deutschland

#### Baden-Württemberg
- Lindenanlage (Neuenstadt am Kocher) in Neuenstadt am Kocher, Landkreis Heilbronn
- Hohenbodmaner Linde im Ortsteil Hohenbodman von Owingen, Bodenseekreis
- Dorflinde Hollenbach im Ortsteil Hollenbach von Mulfingen, Hohenlohekreis

#### Bayern
- Tanzlinde (Effeltrich) in Effeltrich
- Kunigundenlinde in Burgerroth bei Aub
- Tausendjährige Linde in Obermarbach (Hohle Linde) in Petershausen
- Tausendjährige Linde am Kolbenhof bei Alfershausen
- Edignalinde in Puch (Fürstenfeldbruck)

#### Brandenburg
- Tausendjährige Linde in Luckenwalde

#### Hessen
- 1000-jährige Linde in Reinborn
- Tausendjährige Linde in Wiesbaden-Frauenstein
- Linde in Schenklengsfeld, Schenklengsfeld (Hersfeld-Rotenburg)

#### Mecklenburg-Vorpommern
- Polchower Linde bei Wardow
- Reinberger Linde bei Sundhagen

#### Niedersachsen
- 1000-jährige Linde (Dorfmark-Bad Fallingbostel)
- Gerichtslinde in Pöhlde
- Tausendjährige Linde (Upstedt) in Bockenem
- Kaiser-Lothar-Linde in Königslutter am Kaiserdom
- Tilly-Linde in Großgoltern bei Barsinghausen
- Tilly-Linde in Hemmendorf (Salzhemmendorf)
- Riesenlinde zu Heede (Emsland), größte Linde Europas und bundesweit erster „Nationalerbe-Baum“

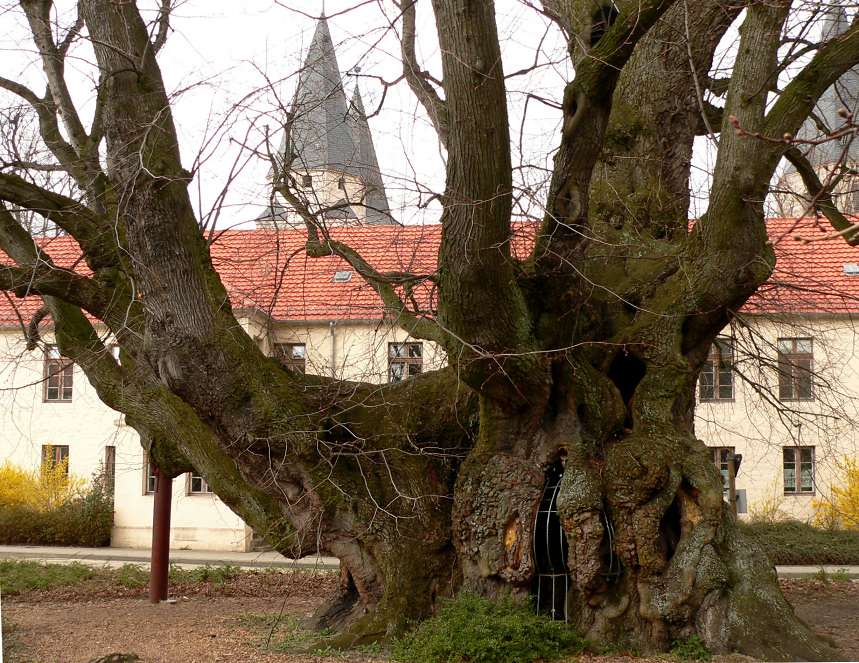
Kaiser-Lothar-Linde in Königslutter

#### Nordrhein-Westfalen
- „Tausendjährige“ Linde an der Aggerschleife in Krummenohl in Niederseßmar
- Alte Linde in Helmern (Bad Wünnenberg)
- Forster Linde im Aachener Stadtteil Aachen-Forst
- Priorlinde in Hagen
- Kirchlinde in Reelkirchen (Blomberg)
- Marienlinde in Telgte
- Wittekind-Linde in Lügde-Elbrinxen
- „Tausendjährige“ Linde in Heiden die früher auch als Gerichtslinde und Tanzlinde diente.[1][2]

#### Saarland
- Tausendjährige Linde in Stennweiler bei Schiffweiler

#### Sachsen
- Kaditzer Linde im Dresdner Stadtteil Kaditz im Hof der Emmauskirche, ältester Baum Dresdens
- Collmer Linde in Collm bei Oschatz, älteste Linde in Sachsen

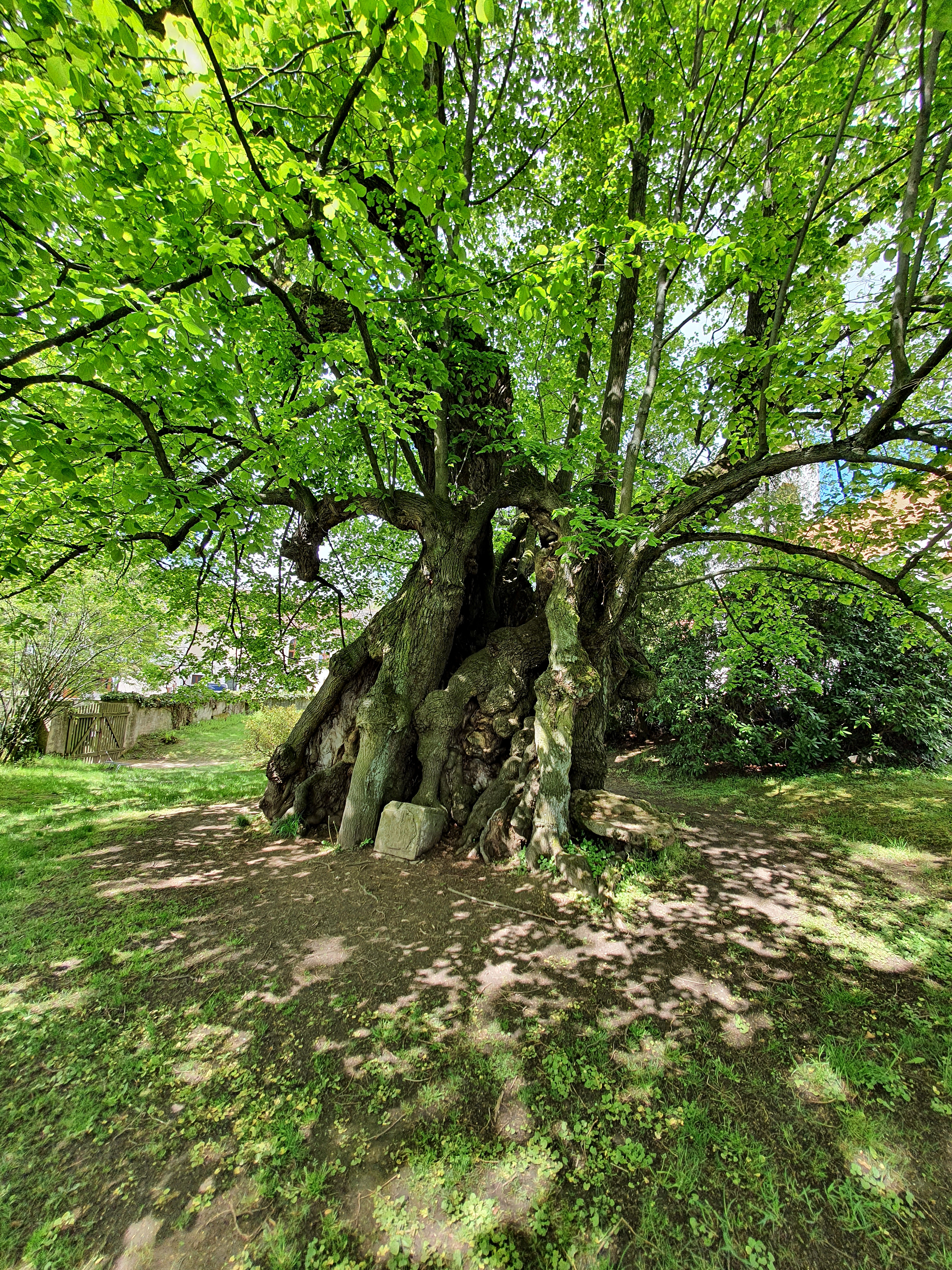
Linde in Collm
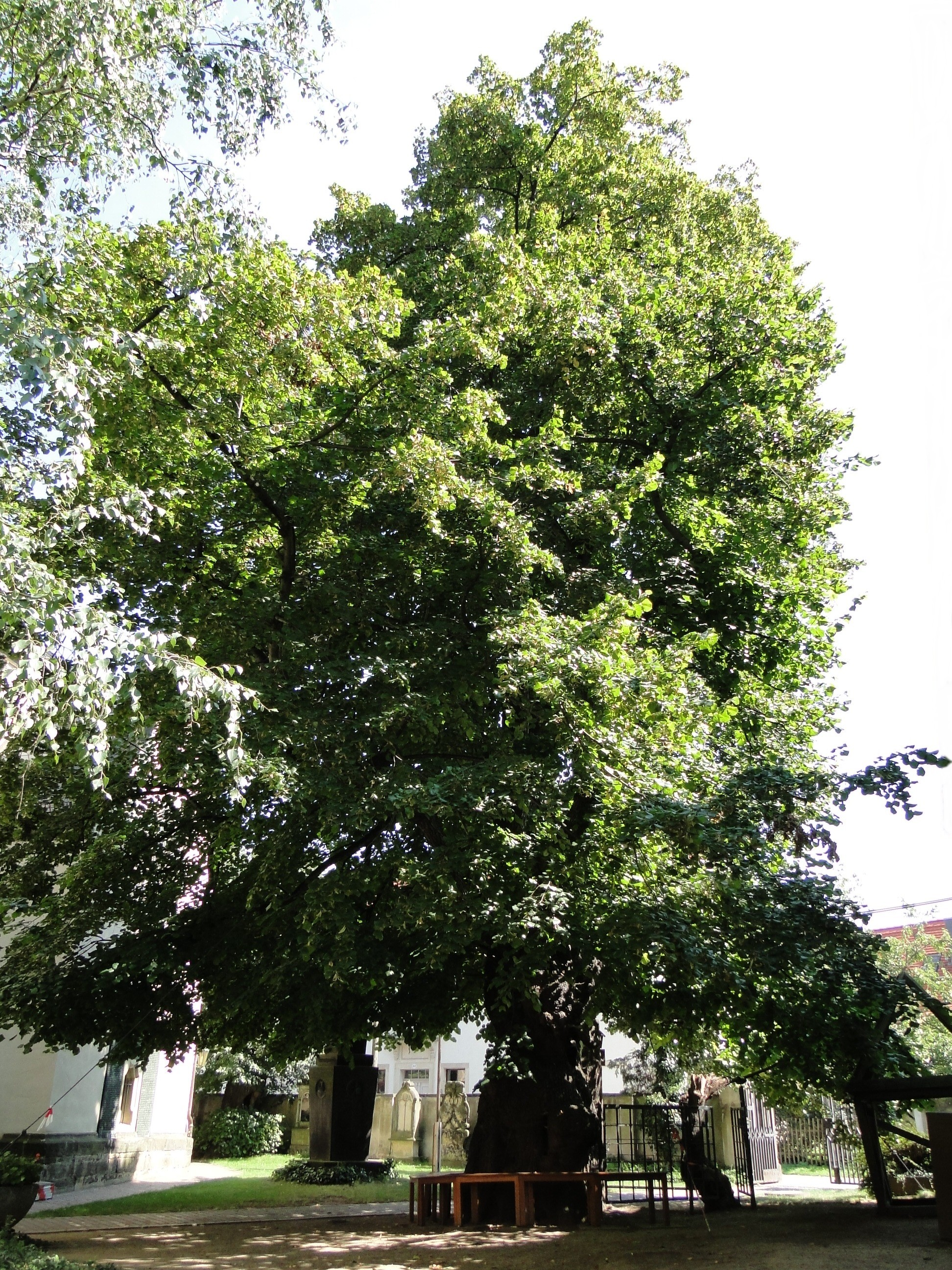
Die Kaditzer Linde

#### Sachsen-Anhalt
- Königslinde in Lengefeld (Sangerhausen)
- Klosterlinde in Kelbra

#### Thüringen
- 1000-jährige Linde in Bairoda (Wartburgkreis)

### Österreich
Niederösterreich
- Tausendjährige Linde in Kirchberg am Wechsel, direkt am „Gasthaus zur 1000 jährigen Linde“

#### Salzburg
- Tausendjährige Linde in der Faistenau

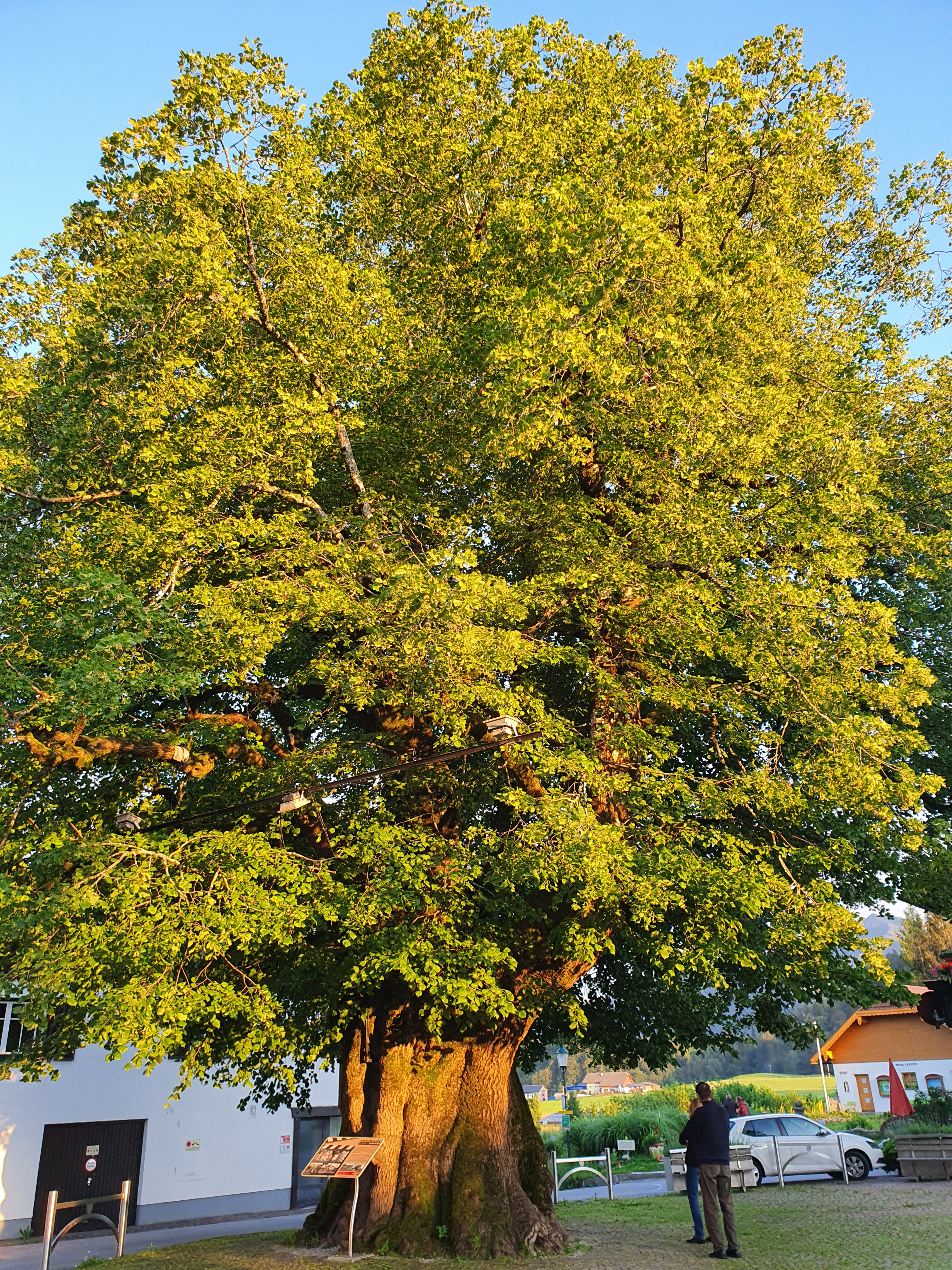

#### Oberösterreich
- „1000-jährige Linde“ in St. Marienkirchen bei Schärding, Linde steht in Richtung Suben